# Colegio Oficial de Aparejadores, Arquitectos Técnicos e Ingenieros de Edificaciones de Navarra
El Colegio Oficial de Aparejadores, Arquitectos Técnicos e Ingenieros de Edificaciones de Navarra, de  forma acrónima COAATIE Navarra (En euskera Nafarroako Aparailari, Arkitekto Tekniko eta Eraikuntza Ingeniarien Elkargoa) es un colegio profesional que representa y ordena el ejercicio de la profesión de arquitecto técnico y que promueve la arquitectura técnica en la Comunidad Foral de Navarra.
El Colegio Oficial de Aparejadores, Arquitectos Técnicos e Ingenieros de Edificación de Navarra es una corporación de Derecho Público, con personalidad jurídica propia y plena capacidad para el cumplimiento de sus fines.

## Sede
El Colegios Oficiales de Aparejadores, Arquitectos Técnicos e Ingenieros de Edificación de Navarra tiene su sede en la calle Arrieta 11 bis de Pamplona.

## Historia
En el año 2008, solicitó por petición propia al Gobierno de Navarra la modificación de la denominación del Colegio Oficial de Aparejadores y Arquitectos Técnicos de Navarra por el actual de Colegio Oficial de Aparejadores, Arquitectos Técnicos e Ingenieros de Edificación de Navarra, incluyendo así a los nuevos titulados de grado de Ingeniería de Edificación ya que tienen reconocido el ejercicio de las atribuciones profesionales propias y reguladas de la Arquitectura Técnica, haciendo efectiva a través de un Decreto Foral.

## Convenios
El Colegio Oficial de Aparejadores, Arquitectos Técnicos e Ingenieros de Edificación de Navarra tiene un Convenio Marco de Colaboración con el Gobierno de Navarra, junto a los Colegio Oficiales de Ingenieros Industriales de Navarra y de Ingenieros Técnicos Industriales de Navarra.

## Organigrama
Actualmente Jesús María Sos Arizu es el presidente.